# Nueva Numancia
Nueva Numancia – stacja metra w Madrycie, na linii 1. Znajduje się w dzielnicy Puente de Vallecas, w Madrycie i zlokalizowana jest pomiędzy stacjami Puente de Vallecas, a Portazgo. Została otwarta 2 lipca 1962.